# Stadion Wembley (1923)
Stadion Wembley (angleško Wembley Stadium) je bil stadion, ki je med leti 1923 in 2003 stal v Wembleyju, predelu Londona v Angliji. Njegov istoimenski naslednik stoji na istem mestu. Najbolj je bil znan kot prizorišče pomembnih nogometnih tekem in prepoznaven po paru stolpov, ki sta stala na vsaki strani glavnega vhoda.
Stadion je gostil finalne tekme FA pokala, začenši z letom 1923, ko je bil finale otvoritveni dogodek, pet finalov Lige prvakov, finale svetovnega prvenstva v nogometu 1966 in finale evropskega prvenstva v nogometu 1996. Brazilski nogometaš Pelé  ga je opisal kot katedralo nogometa, prestolnico nogometa in srce nogometa. Gostil je tudi številne druge športne dogodke, med njimi poletne olimpijske igre 1948 in pomembne ragbijske tekme, poleg tega pa tudi koncerte, kot je bil Live Aid leta 1985.
Wembley so leta 2000 zaprli za rušenje, da bi naredili prostor za sodoben stadion, ki bi gostil največje športne dogodke. Zaradi finančnih težav se je rušenje pričelo šele jeseni 2002 in bilo zaključeno naslednje leto.